# Xenonym
Xenonym („Fremdname“, von altgriechisch ξένος xénos „fremd“ und ὄνυμα ónyma „Name“) ist ein Fachwort der Linguistik zur Bezeichnung von Namen oder in weiterer Bedeutung auch anderen Wörtern, die sich in Bezug auf einen gegebenen Kontext „fremd“ verhalten. Welcher Art dieser Kontext ist und nach welchem Kriterium die Fremdheit bestimmt wird, richtet sich hierbei nach dem fachlichen Verwendungszusammenhang.

## Onomastik
In der Namenforschung (Onomastik), insbesondere in der Forschung zu Personennamen, bezeichnet man als Xenonym einen Namen, der aus einer fremden Sprache (Gebersprache, Quellsprache) in eine einheimische Sprache (Nehmersprache, Zielsprache) entlehnt wurde. Der Kontext, in Bezug auf den die Fremdheit bestimmt wird, ist damit das Sprach- und Namenssystem der Zielsprache.
Kriterium für die Beurteilung der Fremdheit sind in erster Linie die etymologische Herkunft und in zweiter Linie die phonematischen und graphematischen Eigenschaften des Namens. Anhand solcher Eigenschaften kann einerseits der Grad der sprachlichen Integration in die Zielsprache gemessen werden, andererseits können sie aber auch für die Identifizierung von Rückentlehnungen herangezogen werden, wenn ein einheimischer Name zuerst in eine fremde Sprache entlehnt und später mit deren phonematisch/graphematischer Prägung wieder zurückentlehnt wurde.

## Ethnolinguistik
In der Ethnolinguistik und Ethnonomastik wird der Begriff Xenonym zumeist in einem abweichenden, besonders in der englischsprachigen Forschung etablierten Verständnis gebraucht, nämlich für den Namen einer Ethnie (Ethnonym) oder ihrer Sprache (Glossonym), der ihr in einer fremden Ethnie und Sprache gegeben wird.
Der Gegenbegriff hierzu ist Autonym und bezeichnet folglich einen Namen, mit dem eine Ethnie bzw. Sprachgemeinschaft sich selbst (Autoethnonym) oder ihre Sprache (Autoglossonym) in dieser Sprache bezeichnet.
Deutschsprachige Äquivalente sind „Fremdbezeichnung“ und „Eigenbezeichnung“ bzw. „Selbstbezeichnung“, die auch in der Forschung zu gesellschaftlichen Minderheiten und Minderheitensprachen etabliert sind.
Anders als sonst in der Onomastik gehören Xenonyme hierbei nicht per definitionem der Klasse der Entlehnungen an; es ist also keine notwendige Bedingung für das Vorliegen eines Xenonyms, dass dieses in die eigene Sprache entlehnt wurde. Im Fall seiner Entlehnung hängt es vom methodisch-terminologischen Standort der Untersuchung ab, ob der Name bewertet wird:
- nach dem Kriterium seiner externen Herkunft noch als Xenonym oder
- nach dem Kriterium seines internen Gebrauchs bereits als Autonym.

In der Ethnolinguistik werden für die Bezeichnungen von Personen bzw. Personengruppen, Orte und Sprachen je nach ihrer Herkunft unterschiedliche Begriffe verwendet:
- Endonym für lokale Bezeichnungen
- Exonym für Bezeichnungen, die in anderen Sprachen verwendet werden.

in Tabellenform:
| Bezeichnungen für …                | neutrale Bezeichnung | Autonym bzw. Endonym (Eigenbezeichnung bzw. Selbstbezeichnung bzw. lokale Bezeichnung) | Xenonym bzw. Exonym (Fremdbezeichnung, in anderen Sprachen) |
| ---------------------------------- | -------------------- | -------------------------------------------------------------------------------------- | ----------------------------------------------------------- |
| Ethnie (Volk / Sprachgemeinschaft) | Ethnonym             | Autoethnonym bzw. Endoethnonym                                                         | Xenoethnonym bzw. Exoethnonym                               |
| Sprache                            | Glossonym            | Autoglossonym bzw. Endoglossonym                                                       | Xenoglossonym bzw. Exoglossonym                             |
| Ort                                | Toponym              | Endotoponym                                                                            | Exotoponym                                                  |

## Semantik
In der Semantik wird der Begriff Xenonym seit Alan Cruse (1986) zuweilen für ein Wort oder einen lexikalischen Ausdruck gebraucht, der innerhalb einer gegebenen (oder zum Zweck der Untersuchung eigens gebildeten) Verknüpfung von Wörtern (Syntagma) in semantischer Abstoßung zu seiner sprachlichen Umgebung steht. Maßgeblicher Kontext für die Bestimmung der Fremdheit ist damit der syntagmatische Zusammenhang, und die Kriterien für die Messung der Fremdheit sind rein semantische.
Merkmale und Unterarten solcher semantisch definierten Xenonymie sind:
- Unangemessenheit (z. B. „die Zierpflanze gibt den Löffel ab“ statt „stirbt“)
- Widersprüchlichkeit („männliche Tante“)
- Unvereinbarkeit („tropfende Theorie“).

Gegenbegriffe sind
- Philonymie (normale, harmonische Beziehung) und
- Tautonymie (pleonastische Beziehung).[2]

## Phonologie
In der Phonologie wurde der Begriff Xenonym 1999 von James W. Harris eingeführt zur Bezeichnung einer Klasse von Wörtern, bestehend hauptsächlich aus Lehnwörtern und Onomatopoetika, die sich durch starke Varianz von Sprecher zu Sprecher, fehlende oder unvollständige Integration in das morphophonologische System und kurzlebige, von TV und Populärkultur getragene Konjunkturen des Gebrauchs auszeichnen. Maßgeblicher Kontext für die Bestimmung der Fremdheit ist hierbei in erster Linie das morphophonologische System der (Ziel-)Sprache.